# Principio de Peter
El principio de Peter es una teoría de administración basada en el «estudio de las jerarquías en las organizaciones modernas» —o lo que Laurence J. Peter denomina «hierarchiology» («jerarquiología»)— según la cual toda persona que realiza bien su trabajo es promovida a puestos de mayor responsabilidad, hasta llegar a uno en que no es capaz siquiera de formular los objetivos de un trabajo, alcanzando así su máximo nivel de incompetencia. Este principio, propuesto por el catedrático de Ciencias de la Educación de la Universidad del Sur de California en su libro The Peter Principle, de 1969, afirma que:

En una jerarquía, todo empleado tiende a ascender hasta su nivel de incompetencia: la nata sube hasta cortarse.
Laurence J. Peter

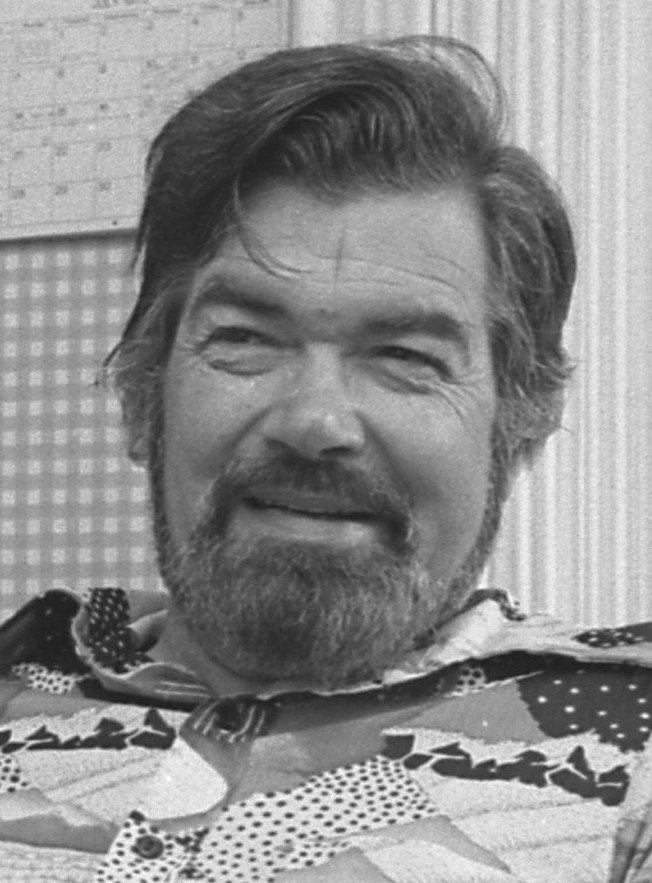
Laurence J. Peter. 1975.

Según algunas fuentes,[¿cuál?] el primero en hacer referencia a este concepto fue José Ortega y Gasset, quien en la década de 1910 dio forma al siguiente aforismo:

Todos los empleados públicos deberían descender a su grado inmediato inferior, porque han sido ascendidos hasta volverse incompetentes.

Como corolario de su famoso principio, Laurence J. Peter deduce los dos siguientes:
- Con el tiempo, todo puesto tiende a ser ocupado por un empleado que es incompetente para desempeñar sus obligaciones.
- El trabajo es realizado por aquellos empleados que no han alcanzado todavía su nivel de incompetencia.

El principio de Peter fue deducido del análisis de cientos de casos de incompetencia en las organizaciones y da explicación a los casos de acumulación de personal, según el cual el incremento de personal se hace para poner remedio a la incompetencia de los superiores jerárquicos y tiene como finalidad última mejorar la eficiencia de la organización, hasta que el proceso de ascenso eleve a los recién llegados a sus niveles de incompetencia.
Como última reflexión en su libro, Peter manifiesta su esperanza de que algún filántropo le facilitará una cátedra de «jerarquiología» en una universidad importante: «Al haber demostrado, en mis empeños actuales, estar capacitado, estoy preparado para el puesto.»
El principio de Peter forma parte de la llamada Literatura P, que abarca las obras de Peter, de Cyril Northcote Parkinson, de Potter y de Archibald Putt, y que pretende explicar cómo funcionan las jerarquías sociales.